# Robert Huth
Robert Huth (Kelet-Berlin, 1984. augusztus 14. –) német válogatott labdarúgó.

## Sikerei, díjai
Chelsea
- Premier League
  - 1. hely (2): 2004–05, 2005–06
  - 2. hely (1): 2003–04

Stoke City
- FA-kupa
  - 2. hely (1): 2010–11

Leicester City
- Premier League
  - 1. hely (1): 2015–16

Németország
- Világbajnokság
  - 3. hely (1): 2006
- Konföderációs kupa
  - 3. hely (1): 2005